# Samana (bướm đêm)
Samana là một chi bướm đêm thuộc họ Geometridae.

## Các loài
- Samana acutata
- Samana falcatella